# Cunaxa terrula
Cunaxa terrula är en spindeldjursart som beskrevs av Den Heyer 1979. Cunaxa terrula ingår i släktet Cunaxa och familjen Cunaxidae. Inga underarter finns listade i Catalogue of Life.